# Tecumseh (Ontario)
Tecumseh – miejscowość (ang. town) w Kanadzie, w prowincji Ontario, w hrabstwie Essex, położona nad jeziorem St. Clair.
Powierzchnia Tecumseh to 120,31 km². Według danych spisu powszechnego z roku 2001 Tecumseh liczy 25 105 mieszkańców (208,67 os./km²).
Z Tecumseh pochodzi Linda Morais, kanadyjska zapaśniczka, mistrzyni świata.

## zobacz też
- Tecumseh